# Monument à Victor-Emmanuel II
Pour l’article homonyme, voir Monument à Victor-Emmanuel II (Milan).
Le monument à Victor-Emmanuel II, connu aussi sous les noms de Vittoriano  ou Altare della Patria (Autel de La Patrie), est un monument de Rome qui se trouve entre la Piazza Venezia (Place de Venise) et la colline du Capitole.
L'intérieur du bâtiment abrite le musée de l'unification italienne (Museo del Risorgimento).

## Historique
L'immense monument d'un blanc immaculé, qui s'inspire du grand autel de Pergame, a été conçu par Giuseppe Sacconi et réalisé entre 1885 et 1911 pour célébrer les 50 ans de l'unification italienne. Il fut bâti en l'honneur de Victor-Emmanuel II, premier roi de l'Italie unifiée en 1861.
La construction du bâtiment fut contestée car elle causa la destruction d'un quartier médiéval autrefois accroché aux pentes du Capitole.

## Description

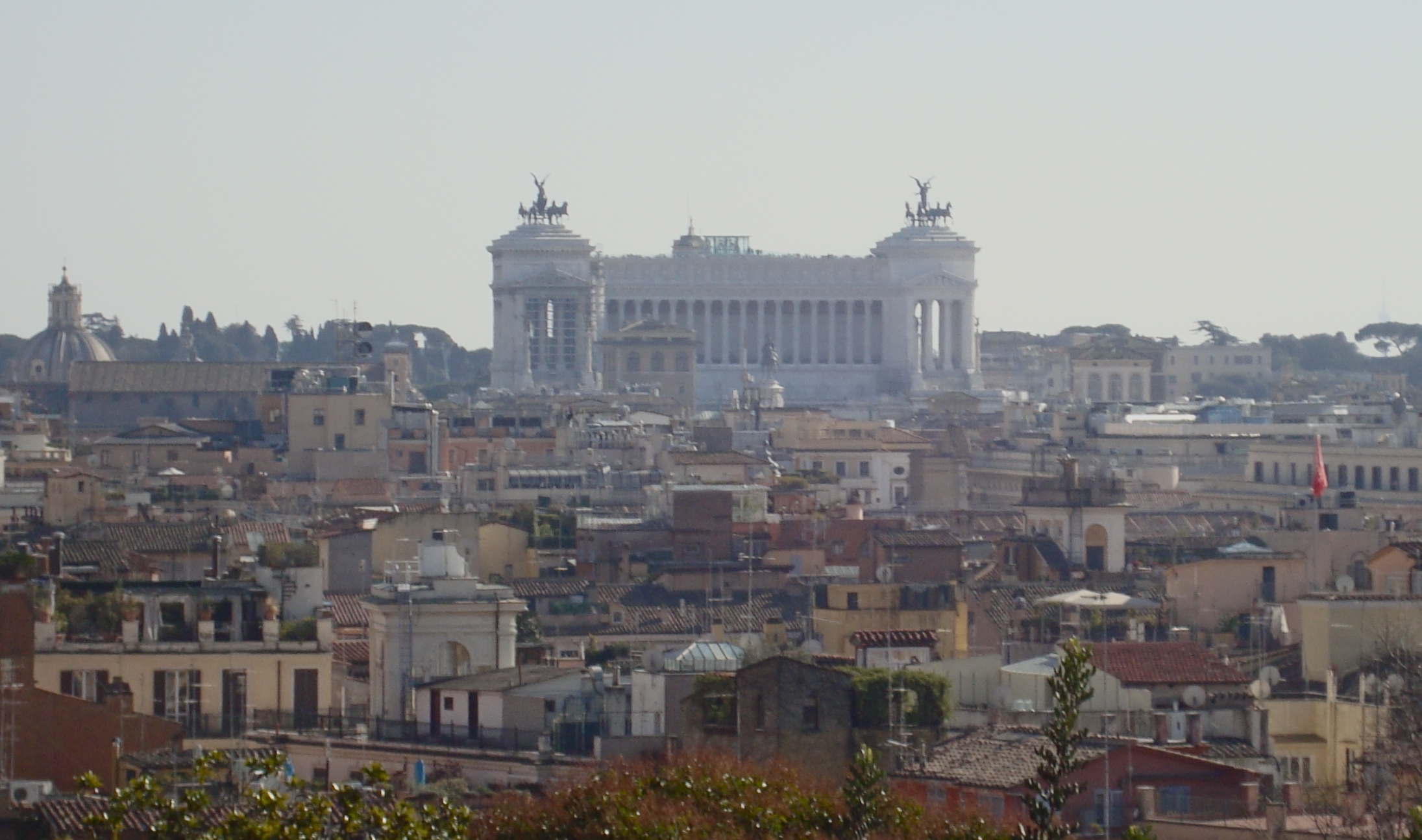
Le monument qui domine la ville depuis la villa Médicis.

Le monument, ainsi que son grand escalier, est tout entier de marbre blanc immaculé extrait des carrières de Botticino, Brescia. C'est une profusion de colonnes et de fontaines où trône une statue équestre de Victor-Emmanuel II, œuvre du sculpteur Enrico Chiaradia. Les reliefs représentent les villes italiennes, par Eugenio Maccagnani (it). Les grands reliefs des deux côtés de l'autel de la Patrie sont d'Angelo Zanelli. Ces sculptures évoquent l'Italie dans l'art, la science, la religion et le droit.
La structure mesure 140 mètres de large et 70 mètres de haut.
Au-dessus du bâtiment, de chaque côté, et représentant l'Unité et la Liberté, deux statues inspirées des représentations d'Athéna conduisent un quadrige. Au-dessous brûle la flamme éternelle, sur la tombe du Soldat inconnu. La fontaine, à gauche, symbolise la mer Adriatique et celle de droite la mer Tyrrhénienne.

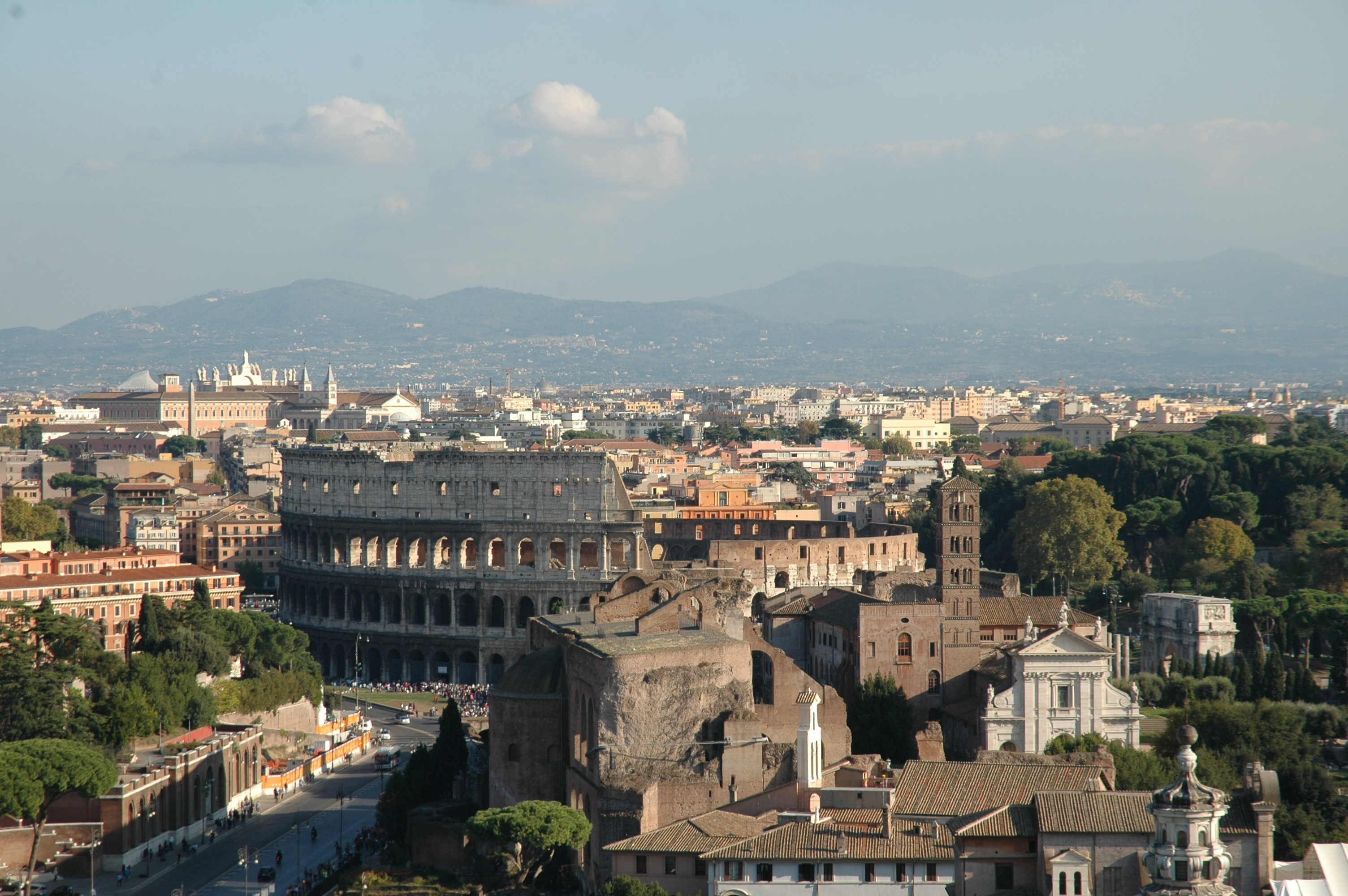
Vue imprenable sur Rome depuis le Vittoriano, avec le Colisée à première vue

La réalisation du Vittoriano provoqua beaucoup de protestations et son style est toujours contesté de nos jours : pour les uns, c'était « le râtelier », pour d'autres, « la machine à écrire » — surnom que le bâtiment a conservé de nos jours auprès des Romains — ou le « monument Olivetti » d'après la célèbre firme italienne de mécanographie, « le lavabo » ou encore « le gâteau de mariage »... Ses adversaires trouvent le bâtiment trop colossal et mal assorti avec le centre historique de Rome. Cependant, aujourd'hui, la plupart des Romains considèrent[pas clair] ce monument, qui continue à attirer de nombreux visiteurs, comme l'un des symboles de leur ville.